# Chiếc hộp Pandora

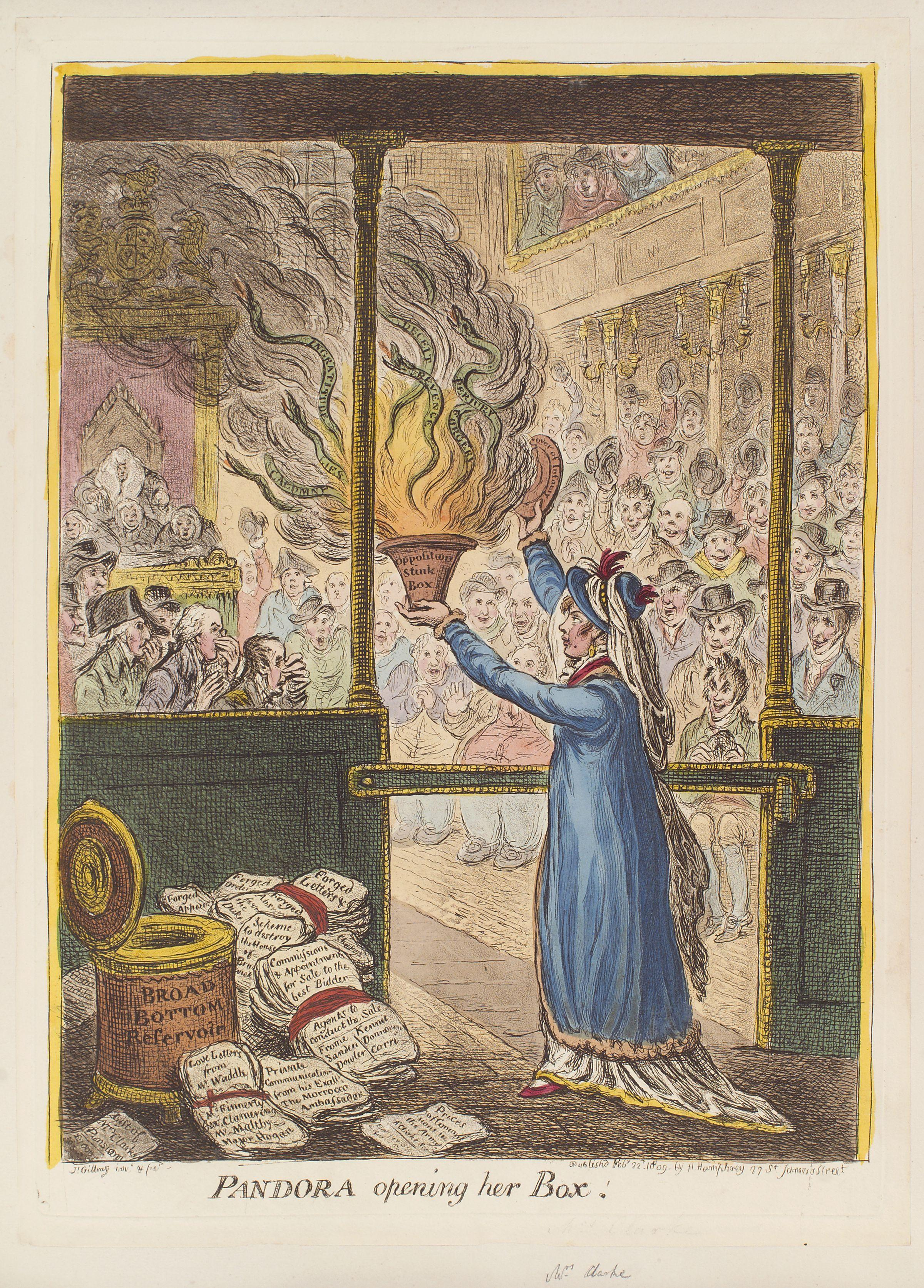
Pandora mở pithos do thần Zeus tặng, từ đó thả ra tất cả các tai ương của thế giới.

Trong thần thoại Hy Lạp, chiếc hộp Pandora là một chiếc hộp mà nàng Pandora – người phụ nữ đầu tiên đến thế giới loài người sở hữu. Nàng Pandora đã được thần Zeus dặn kĩ rằng không được mở chiếc hộp đó ra. Nhưng với sự tò mò của mình, Pandora đã mở chiếc hộp ra và tất cả những gì trong chiếc hộp kì bí đó đã khiến cho tất cả những điều bất hạnh tràn ngập khắp thế gian: thiên tai, bệnh tật, chiến tranh… Theo như nhiều phiên bản của truyền thuyết, chiếc hộp chỉ còn sót lại một điều là "hy vọng" để cho loài người để có thể tiếp tục sống.
Vào thế kỉ 16, học giả Erasmus khi dịch sự tích sang tiếng Latinh đã dịch sai từ chiếc bình (tiếng Hy Lạp: pithos) thành pyxis (chiếc hộp), dẫn đến cách nói "Chiếc hộp Pandora" như ngày nay